# Joaquín José de Muro
Joaquín José de Muro y Vidaurreta, III marqués de Someruelos (Logroño, 27 de octubre de 1797 - Madrid, 22 de diciembre de 1859), fue un hacendado y político español del Partido Moderado.

## Biografía
Fue diputado por Logroño y Soria en varias legislaturas entre 1834 y 1844 y presidente del congreso de los diputados entre 22 de septiembre de 1837 y 1 de enero de 1838; senador por Logroño en 1837 (aunque no fue admitido por no tener la edad reglamentaria), en 1840 y vitalicio en 1845; 
ministro de Gobernación entre 16 de diciembre de 1837 y 6 de septiembre de 1838 en el gabinete de Narciso Heredia y Begines de los Ríos y dos veces alcalde de Madrid en 1844 y 1847. También fue director de la Real Sociedad Económica Matritense de Amigos del País.
| Predecesor: Joaquín María López                                     | Presidente del Congreso 22 de septiembre de 1837 - 1 de enero de 1838     | Sucesor: Manuel Barrio Ayuso                                |
| Predecesor: Francisco Javier Ulloa                                  | Ministro de Gobernación 16 de diciembre de 1837 - 6 de septiembre de 1838 | Sucesor: Alberto Felipe Baldrich de Veciana                 |
| Predecesor: Manuel de LarrainÁngel García Arista y García de Tejada | Alcalde de Madrid 18441847                                                | Sucesor: Manuel de BárbaraFrancisco de Borja de Silva Bazán |